# Dziewczynka (skała)
Dziewczynka – ostaniec na wierzchowinie Wyżyny Olkuskiej. Znajduje się w grupie Słonecznych Skał na orograficznie prawym zboczu Doliny Szklarki, w obrębie miejscowości Jerzmanowice, w odległości około 2,1 km na południowy zachód od drogi krajowej nr 94 (odcinek z Krakowa do Olkusza). Cała grupa Słonecznych Skał znajduje się na terenie bezleśnym, wśród pól uprawnych i należy do tzw. Ostańców Jerzmanowickich. Wszystkie ostańce wchodzące w skład Słonecznych Skał są pomnikami przyrody. Skała Dziewczynka jest wpisana do rejestru pomników przyrody województwa małopolskiego pod nazwą Ostatnia Skała i leży na działce nr 309.

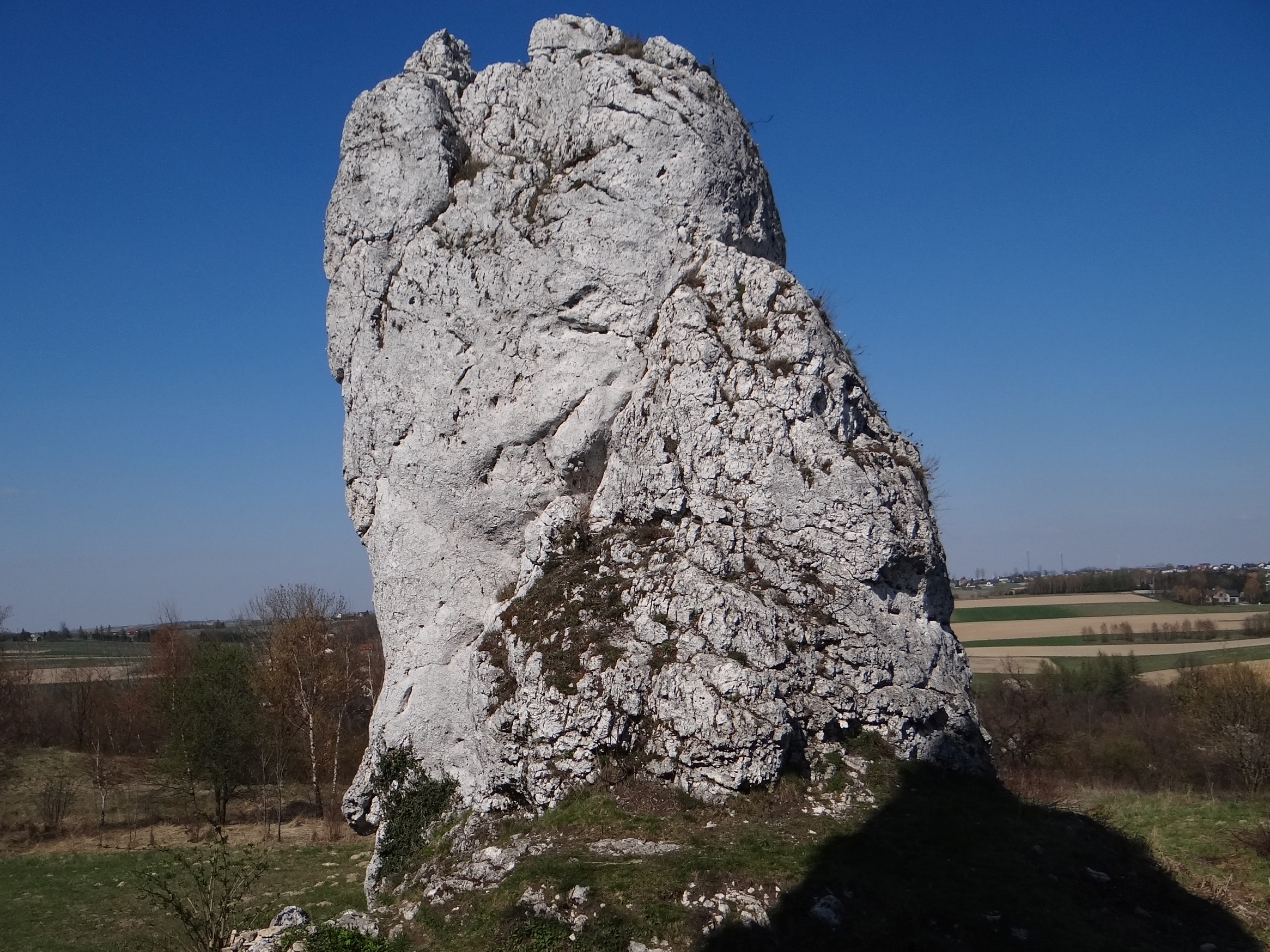
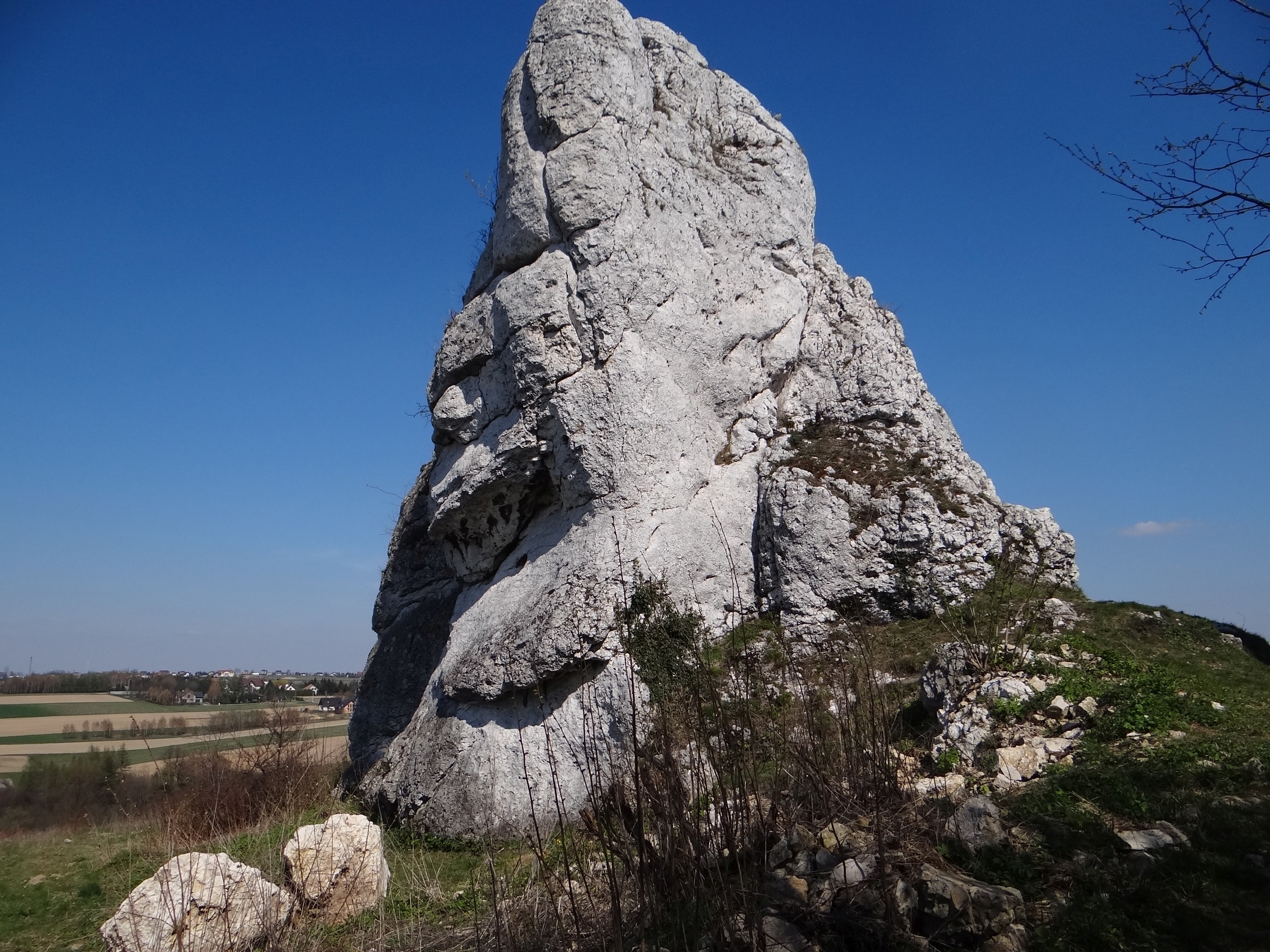
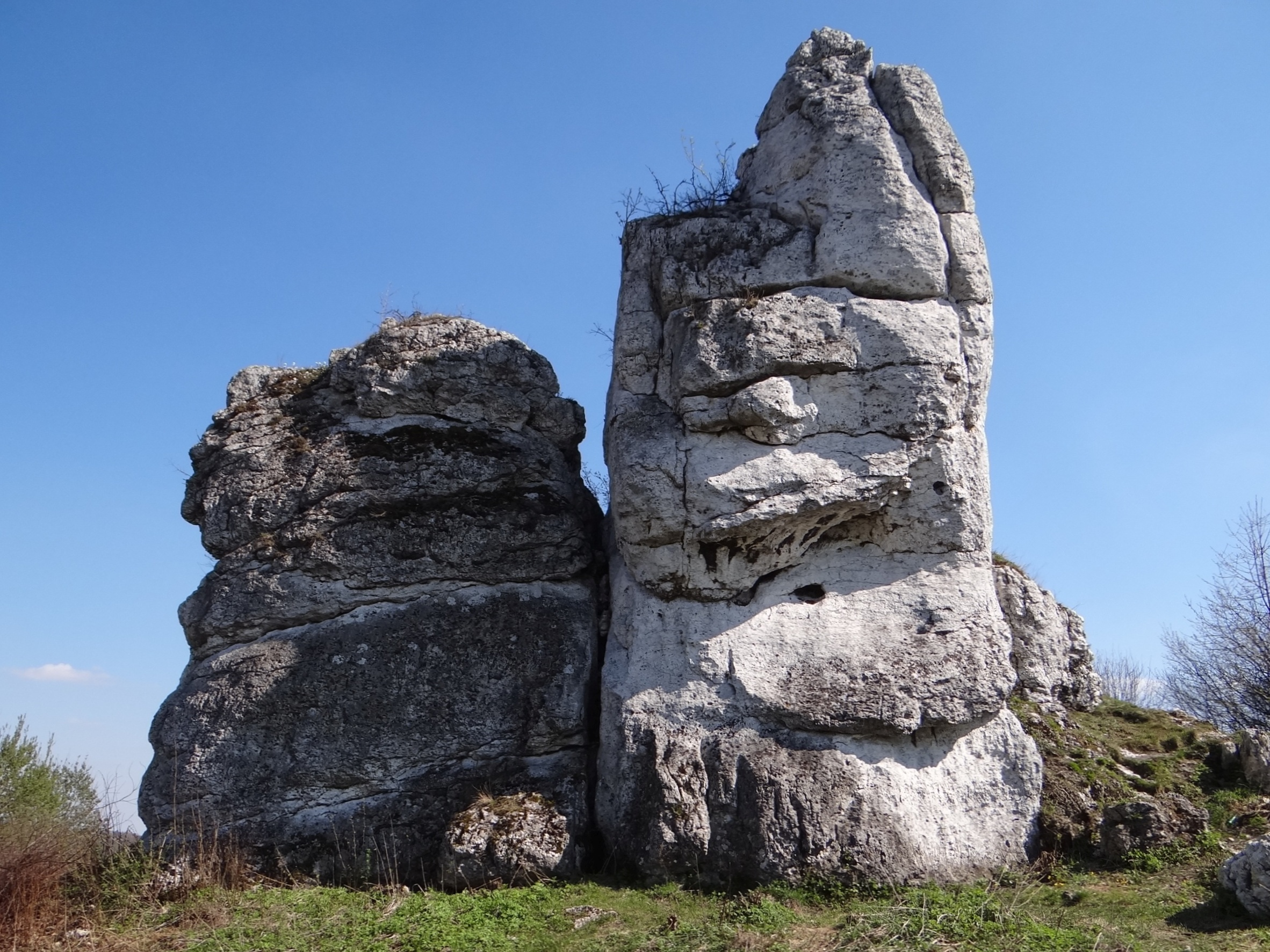
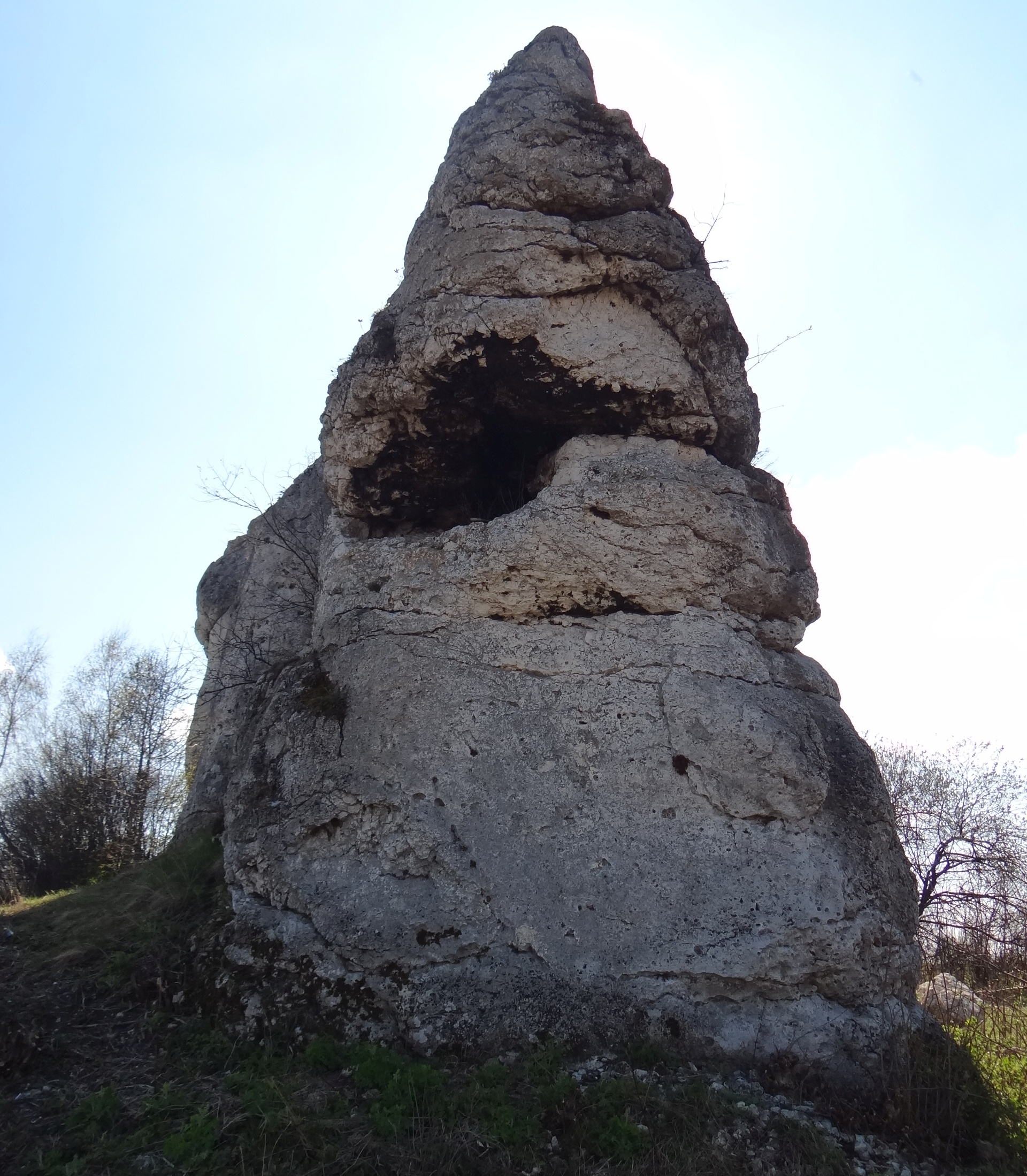
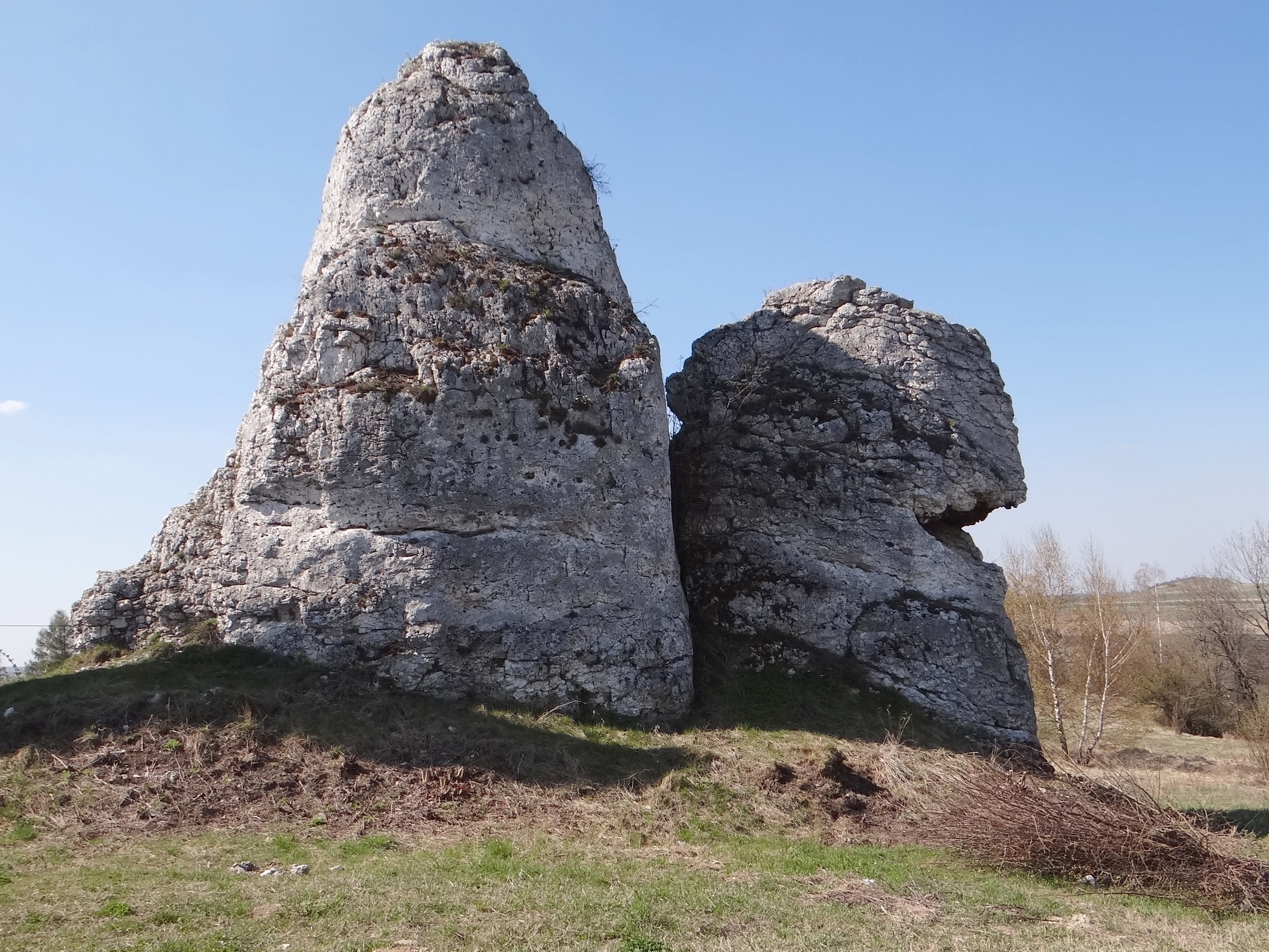

## Drogi wspinaczkowe
Dziewczynka ma postać turniczki i znajduje się na otwartym terenie wśród pól uprawnych. Wraz z ostańcem o nazwie Ostatnia wznosi się samotnie na północno-zachodnim krańcu grupy Słonecznych Skał, i podobnie jak wszystkie pozostałe ostańce w tej grupie jest zbudowana z wapieni. Jest udostępniona do wspinaczki. Na Dziewczynce interesująca dla wspinaczy jest jej ściana zachodnia i północno-zachodnia o wysokości 12 m z kilkoma małymi okapami i filarem. Są na niej 4 drogi wspinaczkowe o trudności od VI do VI.2 w skali trudności Kurtyki i długości 12 m. Wszystkie posiadają zamontowane punkty asekuracyjne w postaci ringów (r) i stanowisk zjazdowych (st), bądź dwóch ringów zjazdowych (drz).
1. Korba; 4r + st, VI.1, 12 m
2. Dziewczyna z okapem na przedzie; 4r + st, VI.2, 12 m
3. Dziewczynka z pazurkami; 6r + st, VI.1+, 12 m
4. Szklanka; 3r + drz, VI, 12 m[5].